# Donuca lanipes
Donuca lanipes är en fjärilsart som beskrevs av Butler 1877. Donuca lanipes ingår i släktet Donuca och familjen nattflyn. Inga underarter finns listade i Catalogue of Life.